# Monte Tapochau
El Monte Tapochau (en inglés: Mount Tapochau) es el punto más alto de la isla de Saipán en las Islas Marianas del Norte. Se encuentra ubicado en el centro de la isla, al norte del pueblo de San Vicente y al noroeste de la bahía de Magicienne, elevándose a una altura de 474 m (1554 pies). La montaña ofrece una vista de 360 grados de la isla. Como resultado de esto el Monte Tapochau fue vital en la Segunda Guerra Mundial.
La base del Monte Tapochau esta cubierta con fosfato, mineral de manganeso, azufre, piedra caliza y coral. El pico es también una formación de piedra caliza.